# Swiss Chamber Concerts
Die Swiss Chamber Concerts sind ein schweizerischer Kammermusikzyklus mit Konzertreihen in Basel, Genf, Lugano und Zürich, der 1999 von Jürg Dähler, DanielHaefliger und Felix Renggli gegründet wurde.

## Geschichte
Die Swiss Chambers Concerts, gegründet 1999 von Jürg Dähler (Geiger/Bratschist, Executive Master of Arts Administration Universität Zürich), Daniel Haefliger (Cellist) und Felix Renggli (Flötist), sind der erste nationale Konzertzyklus für Kammermusik in der Schweiz. Die Konzertreihe findet in den Städten Basel, Genf, Lugano und Zürich statt. Die thematischen Programme basieren auf dem Spiegel von alter, neuer und neuster Kammermusik. Die Swiss Chambers Concerts vergeben jährlich mehrere Werkaufträge an Komponisten aus dem In- und Ausland. Die mittlerweile über 150 Ur- und Erstaufführungen umfassen Werke von Jean-Sélim Abdelmoula, Kalevi Ensio Aho, Valery Arzoumanov, George Benjamin, Harrison Birtwistle, William Blank, Nicolas Bolens, Ursina Maria Braun, Elliott Carter, Friedrich Cerha, Xavier Dayer, Thomas Demenga, Fjodor Druzhinin, Richard Dubugnon, Pascal Dusapin, Alfred Felder, Brian Ferneyhough, Gustav Friedrichson, Daniel Fueter, Beat Furrer, Franz Furrer-Münch, Éric Gaudibert, Stefano Gervasoni, Daniel Glaus, Rico Gubler, Edu Haubensak, David Philip Hefti, Heinz Holliger, Toshio Hosokawa, Martin Jaggi, Christian Jost, Mischa Käser, Rudolf Kelterborn, Thomas Kessler, Charles Koechlin, György Kurtág, Thomas Larcher, Hans Ulrich Lehmann, György Ligeti, Ursula Mamlok, Albert Moeschinger, Roland Moser, Younghi Pagh-Paan, Robert HP Platz, Philippe Racine, Katharina Rosenberger, Michel Roth, Esa-Pekka Salonen, Aulis Sallinen, Andrea Lorenzo Scartazzini, Rodolphe Schacher, Martin Schlumpf, Daniel Schnyder, Valentin Silvestrov, Bettina Skrzypczak, Alessandro Solbiati, Robert Sutter, Fabio Tognetti, Fabio Vacchi, Nadir Vassena, Jürg Wyttenbach, Isang Yun, Hans Zehnder und Alfred Zimmerlin. Die Swiss Chambers Concerts haben seit 1999 über 600 Konzerte in der Schweiz abgehalten. Der Zyklus wird teilweise mit dem Schweizer Radio SRF koproduziert und wird von der Schweizerischen Kulturstiftung Pro Helvetia unterstützt. Mit der Swiss Chamber Academy und der Swiss Chamber Camerata wurden die Konzertaktivitäten seit dem Jahr 2015 um ein Bildungsangebot für junge professionelle Musiker erweitert.

## Aktivitäten

### Basel
Die Swiss Chamber Concerts Basel bilden die Nachfolge der Kammerkunst Basel, die 1953 gegründet wurde und seit 1998 von Felix Renggli geleitet wird. Die Konzerte finden im Großen Saal der Musik-Akademie Basel, im Gare du Nord und in verschiedenen Kirchen und Lokalitäten der Stadt Basel statt.

### Genf
Die Swiss Chamber Concerts in Genf starteten ihre Aktivitäten im Jahre 1999. Sie werden von Daniel Haefliger geleitet. Die Konzerte finden im Grande Salle du Conservatoire de Genève, im Studio Ansermet und an verschiedenen anderen Orten der Stadt statt. In Genf findet seit 2015 die jährliche Swiss Chamber Academy statt, die, ebenso wie die Swiss Chambers Camerata, von Daniel Haefliger ins Leben gerufen wurde. Hildegard Stauder ist Gründungspräsidentin des 2010 gegründeten Genfer SCC-Fördervereins.

### Lugano
Die Swiss Chamber Concerts Lugano, deren Konzerte in der Aula Magna des Conservatorio della Svizzera Italiana stattfinden, bilden die Nachfolge der Konzertreihe der Swiss Chambers Concerts, die zuvor im Teatro Sociale Bellinzona durchgeführt wurde. Seit 2012 werden sie von Daniel Haefliger organisatorisch betreut.

### Zürich
Die Swiss Chamber Concerts Zürich bilden die direkte Nachfolge des 1960 von Brenton Langbein gegründeten Konzertzyklus der "Kammermusiker Zürich". 1992 hat Jürg Dähler die Leitung der Kammermusiker Zürich übernommen und ist seither verantwortlich für den Zürcher Konzertzyklus. Die Konzerte finden im Kleinen Tonhallesaal, in der St.-Peter-Kirche Zürich und in verschiedenen andere Kirchen, Zunfthäusern und Veranstaltungsorten der Stadt Zürich statt. Seit 2015 wurden Koproduktionen mit dem Pfingstfestival Schloss Brunegg durchgeführt. „Inside the Insight“ ist die private Konzertreihe des Zürcher SCC-Fördervereins, welcher seit 2015 von Ulrike Kolb präsidiert wird und 2006 von Barbara Altwegg ins Leben gerufen wurde.

## Swiss Chamber Soloists
Swiss Chamber Soloists ist das Kammerensemble des Konzertzyklus, das 1999 gegründet wurde und von den drei künstlerischen Leitern der Swiss Chamber Concerts geleitet wird.

## Ur- und Erstaufführungen
UA Uraufführung
EA Europäische Erstaufführung
CH Schweizer Erstaufführung
| Season    | Works |
| --------- | --- |
| 2019–2020 | Ursina Maria Braun Quartett für 2 Violinen, Viola und Cello UA Domenico Scarlatti Sonaten, arrangiert für Streichtrio von Jürg Dähler UA Mischa Käser „Atamason“ für zwei Streichtrios in unterschiedlichen Stimmungen UA Ludwig van Beethoven Sonata in E-Dur op.109, arrangiert von Jürg Wyttenbach CH Heinz Holliger „75. Variation über die Variation No Va/Vb von Ludwytt Beetenbach“ für Klavier Solo UA Toshio Hosokawa „Knoten“ für Oboe und Englischhorn CH Younghi Pagh-Pan „Schweigend lauschen“ für Englischhorn Solo CH György Kurtág Stücke für Flöte Solo UA David Philip Hefti „Mormorando“ für Flöte, Oboe, Klarinette und Fagott UA Johann Sebastian Bach Präludien und Fugen, arrangiert für Streichtrio von Daniel Haefliger UA Harrison Birtwistle Duett für acht Saiten CH Stefano Gervasoni „Abi“ für Streichtrio UA |
| 2018–2019 | Xavier Dayer „De Umbris“ für Flöte und Streichtrio UA Stefano Gervasoni „Dunkler Lichtglanz“ für Flöte in G, Viola und Cello UA Xavier Dayer „Car il n’est aucun lieu“ für Flöte, Oboe, Cello and Streichorchester UA Heinz Holliger „Drei kleine Stücke“, für Oboe Solo UA Heinz Holliger „Mäusel-Duo“ für Violine und Cello UA Roland Moser „Albin Zollinger – um 1937“ für Sopran, Altflöte, Oboe d’amore, Viola und Cello UA William Blank „Figures libres“ für Flöte, Klarinette und Viola UA Heinz Holliger „Epilog zu Panrei“, für Altflöte / Flöte in G, Oboe / Englischhorn, Bassklarinette, Schlagzeug, Violine und Cello UA Franz Schubert „Schwanengesang“, arrangiert für Tenor, Flöte in C / Altflöte / Bassflöte, Oboe / Englischhorn, Bratsche, Cello und Harfe von Richard Dubugnon UA Richard Dubugnon „Lamentationen aus der Matratzengruft“ für Flöte in C / Bassflöte, Oboe, Harfe, Bratsche und Cello UA Johann Sebastian Bach Konzert für Flöte, Oboe, Violine und Streicher in d-Moll BWV 1063 CH Elliott Carter „Poems of Louis Zukofsky“ für Sopran und Klarinette CH Friedrich Eugen Thurner Quartett Nr. 1 in g-Moll für Oboe, Violine, Bratsche und Cello CH Esa-Pekka Salonen „Pentatonic Etude“ für Viola Solo CH |
| 2017–2018 | Rudolf Kelterborn Duett für Oboe und Englischhorn UA David Philip Hefti „à la recherche …“ für Klarinette, Viola und Klavier UA Kalevi Ensio Aho Quintett für Klavier und Bläserquartett CH Charles Koechlin „The Portrait of Daisy Hamilton“, zehn Stücke aus den Skizzenbüchern für einen imaginären Film op. 140, arrangiert für Streichsextett von Otfrid Nies UA |
| 2016–2017 | Heinz Holliger „Drei Skizzen“ für Violine und Viola CH Rudolf Kelterborn Quartett für 8 Bläser UA Katharina Rosenberger Streichtrio UA Fanny Hensel-Mendelssohn „Fünf Lieder“, Bearbeitung für Sopran und Streichquartett von Otfried Nies CH Egon Wellesz „Sonette der Elizabeth Barrett-Browning“ für Sopran und Streichquartett CH Mischa Käser Streichquartett UA Bettina Skrzypczak „Noema“ für Flöte, Violine und Cello UA |
| 2015–2016 | Franz Schubert „Die schöne Müllerin“, arrangiert für Tenor und 10 Instrumente CH Valery Arzoumanov „Scherzo“ für Klavier und Streichtrio UA Nadir Vassena „Vertigini del silenzio“ für Streichquartett UA Paul Hindemith „Melancholie“ für Sopran und Streichquartett CH Heinz Holliger „Increschantüm“ für Sopran und Streichquartett CH Wolfgang Amadeus Mozart „Fantasie“ für Flöte, Oboe und Streichtrio, arrangiert von Markus Brönimann CH Heinz Holliger Stück für Flöte, Oboe, Viola, Cello und Glasharmonika UA Xavier Dayer „Come heavy sleep“ für Flöte, Viola und Cello UA Robert HP Platz „Wunderblock“ für Altflöte in G, Bassklarinette, Streichtrio und Schlagzeug CH Joseph Haydn „Notturno“ für Flöte, Oboe und Streichtrio, arrangiert von Markus Brönimann CH Helmut Lachenmann „Fünf Variationen on a theme of Franz Schubert“ für Klavier Solo CH Elliott Carter „Epigrams“ für Klavier, Violine und Cello CH |
| 2014–2015 | Heinz Holliger „Berceuse pour M.“ für Englischhorn Solo UA Nicolas Bolens „… und weiter“ für Flöte, Oboe und Streichtrio UA Valery Arzoumanov Quartett für Klavier und Streichtrio über ein Thema von Mahler UA Daniel Fueter „oultremer“, kleine Kantate zu Texten von Blaise Cendrars UA Ursula Mamlok Konzertstück für Flöte, Oboe, Viola und Schlagzeug CH Alessandro Solbiati „Gesang ist Dasein“ für Sopran und Englischhorn UA Heinz Holliger „Drei kleine Szenen“ für Violine Solo CH Esa-Pekka Salonen „Homunculus“ für Streichquartett CH Aulis Sallinen Streichtrio Nr. 3 “Some aspects of Peltroniemi Fintrik’s Funeral March” CH Elliott Carter „Nine by Five“ für Bläserquintett CH |
| 2013–2014 | Heinz Holliger „Récit“ für vier Pauken UA David Philip Hefti „Magma“, Klangfunken für Streichtrio UA Xavier Dayer „Nocturne“ für Flöte, Oboe und Streichtrio UA Rudolf Kelterborn „Five pieces“ für Oboe und Klavier UA Friedrich Cerha Streichtrio CH Nadir Vassena „Quaderno del buio“ für Gesang und Streichquartett UA Alban Berg „Sieben frühe Lieder“, arrangiert für Sopran und Streichquartett von Heime Müller CH Elliott Carter Streichtrio CH |
| 2012–2013 | Bettina Skrzypczak Sextett für Bläserquintett und Klavier UA Alessandro Solbiati „Epos“ für Englischhorn und Streichtrio UA Heinz Holliger „Acht Gesänge“ für Sopran und Violine UA Gabriel Fauré „La chanson d’Eve“, arrangiert für Sopran und Streichquartett von Otfried Nies UA Hugo Wolf „Vier Lieder“, arrangiert für Gesang und Streichquartett von Maximilian Matesic UA Heinz Holliger „Partita (II)“ für Harfe Solo UA Martin Schlumpf „Spiegelbilder“ für Viola, Cello und Klavier UA Hans Ulrich Lehmann „without words“ für Viola und Klavier UA |
| 2011–2012 | Heinz Holliger „Gedicht von Mechthild von Magdeburg“ für Sopran und Violine UA Heinz Holliger „Vierstimmiges Madrigal“, Version für Sopran und drei Streichinstrumente UA Gabriel Fauré „Chanson de Mélisande“, arrangiert für Sopran und Streichquartett von Otfried Nies UA Jürg Wittenbach Duo für Flöte und Cello UA Ernst Bloch Quatuor op. posth. für Streichquartett CH Rodolphe Schacher Streichquintett für 2 Violinen, 2 Bratschen und Cello UA |
| 2010–2011 | Iannis Xenakis „Ittidra“ for String Sextet CH Heinz Holliger „Machaut-Transkriptionen“ für vier Stimmen und drei Violen UA Elliott Carter „Figment V“ für Marimba Solo EA Roland Moser „Ein kleines Gedenkblatt an Erich“ für Oboe Solo UA Elliott Carter „Tre duetti“ für Violine und Cello EA Beat Furrer „…ferner Gesang…“ für Klarinette und Streichtrio CH Xavier Dayer „Mémoire, cercles“ für Oboe und Streichtrio UA Harrison Birtwistle Quartett für Oboe und Streichtrio UA Pascal Dusapin „Microgrammes“, 7 Stücke für Streichtrio UA |
| 2009–2010 | Eric Gaudibert „Warum“ für Flöte, Oboe und Klarinette UA Jean Selim Abdelmoula „Promenade nocturne“ für Flöte, Klarinette, Violine, Cello und Oboe UA William Blank „Collage“ für Flöte, Klarinette und Viola UA Heinz Holliger Auswahl aus den 24 Duos für 2 Violinen UA Rudolf Kelterborn Quartett für Oboe / Englischhorn und Streichtrio UA Harrison Birtwistle „Of sweet desorder and the carefully careless“ für Oboe und Streichtrio UA Mischa Käser „Sieben festliche Bagatellen“ für Sopran, Flöte, Oboe, Horn, Viola, Cello, Schlagzeug und Klavier UA Gustav Friedrichson „Nach Haus“ für Sopran, Oboe, Klarinette und Violine UA Xavier Dayer „Solus cum Solo“ für Cello Solo UA Elliott Carter „Duettino“ für Violine und Cello EA Elliott Carter Quintett für Klarinette und Streichquartett EA Johann Sebastian Bach Präludien und Fugen BWV 882 und BWV 858, arrangiert für Streichtrio von Daniel Haefliger UA Xavier Dayer „De Umbris (II)“ für Flöte und Streichquartett UA |
| 2008–2009 | William Blank „Traces“ für Streichquartett UA Elliott Carter Sonatine für Oboe und Klavier UA Eric Gaudibert „Miniatures“ für Streichquartett CH Alfred Zimmerlin „at the still point, there the dance is“ für Viola Solo CH Nadir Vassena „Coreografie incerte“ für Flöte, Bratsche und Cello UA |
| 2007–2008 | Peter Waters „Songlines No.5“ für Violine, Cello und Klavier UA György Kurtag „6 Moments musicaux“ op.44 für Streichquartett CH Heinz Holliger „(é)cri(t)“ für Flöte Solo CH Roland Moser „Pivents“ für Klavier und Bläserensemble UA Modest Mussorgski „Bilder einer Ausstellung“, arrangiert für Klavier und Bläserquintett CH |
| 2006–2007 | Mischa Käser 1.Streichquartett UA Xavier Dayer „Mais je me suis enfuis“ für Flöte, Oboe, Bratsche und Cello UA Eric Gaudibert 2. Streichquartett UA |
| 2005–2006 | Thomas Kessler „Oboe Control“ für Oboe Solo und Elektronik UA Michel Roth „Skytale“ für Klarinette, Cello und Klavier UA Alfred Zimmerlin 3. Streichquartett UA Elliott Carter „Mosaic“ für Kammerensemble EA |
| 2004–2005 | Rico Gubler „IR“ für Klarinette, Viola und Klavier UA Eric Gaudibert „Au-delà“ für Flöte, Viola und Cello UA Franz Furrer-Münch „Freundliche Landschaft“ für Viola Solo UA |
| 2003–2004 | Jürg Wyttenbach „Una chica en Nirvana“ für eine singende Klarinettistin UA Robert Suter Musik für Baryton und Chamber Ensemble UA Eric Gaudibert „Message(s)“für Cello und Streichquartett UA Hans Ulrich Lehmann „Viola in all moods and senses“ für Viola Solo UA Martin Jaggi „Megalith“ für Klavier und Bläserquintett UA |
| 2002–2003 | Rudolf Kelterborn 6. Streichquartett UA William Blank „Wounds“ für Flöte, Oboe, Violine und Cello UA Mischa Käser „Three Fantasies“ für 3 Gambas und Streichtrio UA Edu Haubensak Streichoktett UA |
| 2001–2002 | Eric Gaudibert „remember…“ für Cello und Elektronik UA Fabio Tognetti „Contrasts“ für Violine, Klarinette, Cello und Klavier UA Fabio Vacchi „Veglia seconda“ für Cello und Klavier UA |
| 2000–2001 | Daniel Schnyder „Sketches“ für Violine, Cello und Klavier CH Daniel Schnyder „Zoom in“ für Saxophon und Streichquartett UA György Kurtág „Message – Consolation“ für Christian Sutter für Kontrabass Solo CH Hans Ulrich Lehmann „Ritardando“ für Violine, Cello und Streichquartett UA Franz Furrer-Münch „11 Szenen“ für Glasharmonika, Flöte, Oboe, Violine und Cello UA Xavier Dayer „Shall I revisit these same differing fields“ für Violine, Cello und Klavier UA Nadir Vassena „Rivolto verso il mare – rivolto verso terra“ für Viola und Cello UA |
| 1999–2000 | Mischa Käser Klavierquartett für Violine, Viola, Cello und Klavier UA Roland Moser „…e torna l’aria della sera…“ für Oboe d’amore und Cello CH Fjodor Druzhinin „Über allen Gipfeln ist Ruh“ für Sopran, Flöte, Viola und Harfe CH |

## Diskographie
| Veröffentlichung | Titel / Komponisten / Titel der Arbeit | Künstler | Etikett / Katalognr.       | Format |
| ---------------- | --- | --- | -------------------------- | ------ |
| 2020             | DAYER Xavier Dayer - Solus cum Solo (2009) für Solo Cello - Come heavy sleep (2016) für Flöte, Viola und Cello - De Umbris (II) (2018) für Flöte und Streichtrio - Mémoire, cercles (2011) für Oboe und Streichtrio - Nocturne (2014) für Oboe, Flöte und Streichtrio | Heinz Holliger, Oboe Felix Renggli, Flöte Irene Abrigo, Violine Daria Zappa, Violine Jürg Dähler, Viola Daniel Haefliger, Cello | Claves / CD 3007           | CD     |
| 2018             | CERHA Friedrich Cerha - 8 Sätze Nach Hölderlin-Fragmenten (1995) für Streichsextett - Quintett (2007) für Oboe und Streichquartett - 9 Bagatellen (2008) für Streichtrio | Heinz Holliger, Oboe Corinne Chapelle, Violine Meesun Hong Coleman, Violine Esther Hoppe, Violine Hanne Weinmeister, Violine Daria Zappa, Violine Jürg Dähler, Viola Hannes Bärtschi, Viola Daniel Haefliger, Cello | Claves / 50-1816           | CD     |
| 2017             | SHOSTAKOVICH Dmitri Shostakovich - Klaviertrio Nr. 1 in c-Moll op. 8 (1923) - Klaviertrio Nr. 2 in e-Moll op. 67 (1944) - Violinsonate op. 134 (1968) | Ilya Gringolts, Violine Daniel Haefliger, Cello Gilles Vonsattel, Klavier | Claves / 50-1817           | CD     |
| 2017             | FAIRY TALES WITHOUT WORDS Robert Schumann - Märchenbilder, Op. 113 für Viola und Klavier Hans Ulrich Lehmann - "Without Words" Sieben Lieder für Viola und Klavier Robert Schumann - Märchenerzählungen, Op. 132 für Klarinette, Viola und Klavier György Kurtág - Hommage à R, Sch., Op. 15d für Klarinette (auch Bassdrum), Viola und Klavier | Jürg Dähler, Viola François Benda, Klarinette Gilles Vonsattel, Klavier | GENUIN / GEN 17485         | CD     |
| 2015             | MACHAUT-TRANSKRIPTIONEN Guillaume de Machaut - Ballade IV Biaute Qui Toutes Autre Pere Guillaume de Machaut / Heinz Holliger - Ballade IV für drei Violen Guillaume de Machaut - Ballade XXVI Donnez, Seigneur Guillaume de Machaut / Heinz Holliger - Ballade XXVI für drei Violen Guillaume de Machaut - Double Hoquet (Hoquetus David) Guillaume de Machaut / Heinz Holliger - Triple Hoquet (Nach Hoquetus David) Guillaume de Machaut / Heinz Holliger - Lay VII für vier Stimmen Guillaume de Machaut / Heinz Holliger - In(ter)ventio a 3 und Plor- / Prol- / Or- ation für drei Violen Guillaume de Machaut / Heinz Holliger - Complainte (Aus Reede De Fortune) und Epilog für vier Stimmen und drei Violen | Gordon Jones, Bariton David James, Countertenor Rogers Covey-Crump, Tenor Steven Harrold, Tenor Geneviève Strosser, Viola Jürg Dähler, Viola Muriel Cantoreggi, Viola | ECM / ECM 2224             | CD     |
| 2015             | FLUTE CONCERTOS Carl Philipp Emanuel Bach - Flötenkonzert a-Moll, WQ 166 (1750) Francois Devienne - Flötenkonzert Nr. 2 in D-Dur (1783) Carl Philipp Emanuel Bach - Flötenkonzert in d-Moll, danach WQ 22 (1747) | Felix Renggli, Flöte Brian Dean, Konzertmeister Kammerakademie Basel | GENUIN / GEN 15338         | CD     |
| 2014             | MUSIC WITH WINDS Wolfgang Amadeus Mozart - Flötenquartett Nr. 1 in D-Dur, KV 285 - Oboenquartett in F-Dur, K. 370 (KV 368b) - Quintett in A-Dur für Klarinette, 2 Violinen, Viola und Cello KV 581 | Felix Renggli, Flöte Heinz Holliger, Oboe François Benda, Bassettklarinette Esther Hoppe, Violine Daria Zappa, Violine Jürg Dähler, Viola Daniel Haefliger, Cello | GENUIN / GEN 14319         | CD     |
| 2014             | HEINZ HOLLIGER Heinz Holliger - Romancendres (2003) für Cello und Klavier - Feuerwerklein zum "Quatorze juillet"(2012) für Klavier Solo - Chaconne (1975) für Cello Solo - Partita (1999) für Klavier Solo | Daniel Haefliger, Cello Gilles Vonsattel, Klavier | GENUIN / GEN 14330         | CD     |
| 2011             | INDUUCHLEN Heinz Holliger - Toronto-Exercices (2005) für Flöte / Altflöte, Klarinette in B, Violine, Harfe und Marimba - Gedichte von Anna Maria Bacher - Puneigä (2000-2002) Zehn Lieder mit Zwischenspielen nach Gedichten von Anna Maria Bacher (in Pumatter Titsch) für Sopran, Flöte, Klarinette, Horn in F, Viola, Cello und Schlagzeug (mit Cimbalom) - Induuchlen, Gedichte von Albert Streich - Induuchlen (2004) Vier Lieder nach "Briensertiitsch Väärsa" von Albert Streich für Countertenor (mit Baritonregister) und Natural Horn in F und Eb - Ma'mounia (2002) – für Schlagzeug Solo und Instrumental-Quintett | Felix Renggli, Flöte / Altflöte / Bassflöte / Piccolo Olivier Darbellay, Waldhorn / Naturhorn Ursula Holliger, Harfe Matthias Würsch, Marimba / Percussion, Cimbalom Bahar Dördüncü, Klavier Sylvia Nopper, Sopran Jürg Dähler, Violine, Viola Daniel Haefliger, Cello Anna Maria Bacher, Rezitation Albert Streich, Rezitation                            | ECM / ECM 2201             | CD     |
| 2011             | FABLES Alberto Ginastera - Duo (1945) Op. 13 für Flöte und Oboe Wilhelm Friedemann Bach - Sonate Nr.1 in e-Moll (1733–1746) Robert Suter - 5 Duetti (1967) für Flöte und Oboe Wilhelm Friedemann Bach - Sonate Nr. 3 Es-Dur (1733–1746) Albert Moeschinger - Sept Fables (1979) Wilhelm Friedemann Bach - Sonate Nr. 4 in F-Dur (1733–1746) | Felix Renggli, Flöte Heinz Holliger, Oboe | GENUIN / GEN 11211         | CD     |
| 2008             | HAPPY BIRTHDAY, ELLIOTT CARTER! Elliott Carter - Mosaic (2004) für Harfe, Flöte, Oboe / Englischhorn, Klarinette, Violine, Viola, Cello und Kontrabass - Figment IV (2007) für Viola Solo - Enchanted Preludes (1988) für Flöte und Cello - Tempo e Tempi (1999) für Sopran, Oboe, Klarinette, Violine und Cello - HBHH (2007) für Oboe Solo - Two Fragments (1994 / 1999) für Streichquartett - Oboe Quartett (1995) für Oboe und Streichtrio | Silvia Nopper, Sopran Felix Renggli, Flöte Emanuel Abbühl, Oboe Heinz Holliger, Oboe / Englischhorn François Benda, Klarinette Elmar Schmid, Klarinette Ursula Holliger, Harfe Esther Hoppe, Violine Daria Zappa, Violine Carolin Widmann, Violine Jürg Dähler, Violine / Viola Christoph Schiller, Viola Daniel Haefliger, Cello Edicson Ruiz, Kontrabass | Neos Classics / NEOS 10816 | CD     |
| 2008             | WORKS FOR FLUTE SOLO Johann Sebastian Bach - Partita in a-Moll für Flöte Solo, BWV 1013 Heinz Holliger - pour Roland Cavin (2005), Trio für Altflöte, Piccolo und Flöte - "(é)cri(t)" (2006) für Flöte Solo Carl Philipp Emanuel Bach - Sonate in a-Moll WQ. 132 Heinz Holliger - "(t)air(e) für Flöte Solo (1980/83) - "Schlafgewölk" (1984) für Flöte und Glocken - Sonate (in)solit(air)e (1995/96) für Flöte Solo - "Petit Air" (2000) für Flöte Solo | Felix Renggli, Flöte / Altflöte, Anne Laure Pantillon, Piccolo Anne Parisot, Flöte Matthias Würsch, Glocken | GENUIN / GEN 88129         | CD     |
| 2007             | JOHANNES SEBASTIAN BACH - Goldberg-Variationen BWV 988 (arrangiert für Streichtrio von Dmitry Sitkovetsky), gespielt auf Originalinstrumenten von Jacobs Stainer | Hanna Weinmeister, Violine Jürg Dähler, Viola Thomas Grossenbacher, Cello | Neos Classics / NEOS 30801 | CD     |
| 2001             | FANTASIA TELEMANIA Georg Philipp Telemann - Fantasie in A-Dur Bettina Skrzypczak - Mouvement für Flöte Solo Georg Philipp Telemann - Fantasie in a-Moll Xavier Dayer - To the sea Georg Philipp Telemann - Fantasie in h-Moll Mathias Steinauer - Phantasos Georg Philipp Telemann - Fantasie in B-Dur Robert Suter - Notturno Appassionato für Altflöte in G. Georg Philipp Telemann - Fantasie in C-Dur Roland Moser - Intermezzo für Piccolo / Querflöte Georg Philipp Telemann - Fantasie in d-Moll Heinz Holliger - Passacanaille für Flöte Solo Georg Philipp Telemann - Fantasie in D-Dur Jacques Wildberger - Fantasia Sul Re für Kontrabassflöte in C Georg Philipp Telemann - Fantasie in e-Moll Nadir Vassena - Come Perduto Nel Mare Un Bambino Georg Philipp Telemann - Fantasie in E-Dur Christoph Neidhöfer - Interlude für Altflöte in G. Georg Philipp Telemann - Fantasie in fis-Moll Hans Ulrich Lehmann - Tele-Man(n)ia für Bassflöte Solo Georg Philipp Telemann - Fantasie in G-Dur Bernhard A. Batschelet - Intrata Georg Philipp Telemann - Fantasie in G-Dur | Felix Renggli, Flöte | MGB / CTS-M 73             | CD     |
| 2000             | SCHUMANN Robert Schumann - Klavierquintett op.44 für Klavier, 2 Violinen, Viola und Cello - Klavierquartett op.47 für Klavier, Violine, Viola und Cello | David Abbott, Klavier Jürg Dähler, Violine Urs Walker, Violine Valérie Dähler-Mulet, Viola Daniel Haefliger, Cello | Claves / CD 50 - 2008      |        |